# グラインドコア
グラインドコア (Grindcore) は、ハードコア・パンクから派生したジャンルの一つ。デスメタルの重厚さとファストコアの速さを融合させた、非常に過激かつ暴力的な音楽性が特徴である。

## 歴史
グラインドコアの最大の特徴は、ブラストビートと呼ばれる、スネアやシンバルを高速で叩くドラムビートで、ドラマーは他のパートに比べて、オルタナ・バンドとしては、技量が求められる（ドラムマシンが使用される場合もある）。有名なバンドとしてはアナル・カントがあげられ、メンバーのセス・パットナムが書いた歌詞は、ブラック・コメディとして知られた。他に有名なバンドとしては、ナパーム・デス、ボルト・スロワー、エクストリーム・ノイズ・テラー、カーカスなどがいる。
ナパーム・デスの You Suffer は、ギネス世界記録にも「世界一短い曲」として認定されている。グラインドコアは、元々はイギリスのハードコアバンドナパーム・デスの1986年から88年頃の音楽性を示す言葉だった。ギターの音作りはヘヴィメタル—特にデスメタルに近いエッジの立った音で、チューニングを下げて重低音を出すことが多い。リフに関しては、大雑把に言って、スラッシュメタルやデスメタルに近いものと、従来のハードコア的なものの二種類に分けられる。歌唱法は大きく分けて『グロウル』（いわゆるデスボイス、デス声）と呼ばれる低音でのうなり声と狂ったような高音の絶叫の二つがあり、それらを織り交ぜて使う事も多い。バンドによってはこの二つとも違う『ガテラルボイス』と呼ばれるこもった低い声で歌う場合もある。これらの特徴から、グラインドコアはハードコア・パンクのファンよりもメタルのファンに支持されやすく、ミュージシャンには短髪もいれば長髪も多い。また、グラインドコアは1分未満で終わる極端に短い曲が多い。
シージ、Repulsion、D.R.I. などのハードコアバンドは、グラインドコアのルーツとしてあげられている 。グラインドコアの歌唱法に『グロウル』がある。また、ナパーム・デス初期のドラマーミック・ハリスが考え出した言葉だといわれている。ナパーム・デスは元々、イギリスのクラストコア界隈とも関連が深いバンドで、歌詞も Crass から受け継がれてきたUKハードコアの伝統に沿ったものが多い。また。実際にクラストコアの音楽家がやっているグラインドコア・バンドも多い。
他のバンドには、ピッグ・デストロイヤー（Pig Destroyer）や、デリンジャー・エスケイプ・プランらがいる。グラインドコアはその過程で様々な発展をとげ、今では多種多様な様式が出来上がっている。特にカーカスを元祖とする極端な残虐性を強調したゴアグラインドは業界の中でも大きな地位を占めていて、Exhumed のような有名バンドもいる。Sore Throat や 7 Minutes of Nauseaなどにより発展したノイズグラインドはグラインドの中でも最も過激なジャンルで、ノイズのようなギターや、即興に頼った曲、曲にあわせて適当に叫ぶボーカルなどが特徴として挙げられる。数秒から30秒程度の極端に短い曲が続くバンド・アルバムは、ショートカット・グラインドとも呼ばれる。グラインドコアには一般的な特徴として、独特のテンションの高さがあり、ゴアグラインドやノイズグラインドは冗談半分の曲も多い。
グラインドコアはUKハードコアの中でも特にメタル（スラッシュメタル）の影響が強く、また今でもデスメタルとの関係は深い。同時期に発展したパワーバイオレンスやファストコアといった類似ジャンルとも関連付けられる。Brutal Truth や Discordance Axisなどが活動し、マスコアにも影響を与えている。

## グラインドコアのサブジャンル
グラインドコアはその音楽性・歌詞・思想・スタイルによって、ジャンル分けがなされている。
- ポルノグラインド - 性的な効果音やサンプリング、歌詞などが特徴。
- ゴアグラインド - 過剰な残酷さを前面に出すのが特徴。
- クラスト・グラインド - クラストコアの要素を取り入れた、ハードコア寄りのジャンル。[7]
- ショートカット・グラインド - グラインドコアの中でもとりわけ短い曲がこう呼ばれる。
- デスグラインド - デスメタルに近いジャンル。
- ノイズグラインド - ノイジーなギターが特徴。バンドによっては収録や編集の際に、音そのものを劣化させてノイジーにする場合もある。
- エレクトログラインド - 電子音を取り入れたもの。

各ジャンルにそれなりの定義はあるが、明確な境界線は設定されていない

## 主なバンド

### A-B
- アゴラフォビック・ノーズブリード
- アナール・ナスラック[8]
- アナル・カント　※Anal Cunt または AxCx
- バスタブシッター
- ボルト・スロワー
- ブリング・ミー・ザ・ホライズン
- ブルータル・トゥルース

### C-D
- Carcass（カーカス）　※初期
- カンニバル・コープス
- DRI（ダーティ・ロットン・インベサイルズ）[9]
- ディリンジャー・エスケイプ・プラン
- Disgorge (メキシコ)（ディスゴージ (メキシコ)）

### E-K
- エクストリーム・ノイズ・テラー
- フィア・オブ・ゴッド
- Gut
- JIG-AI(ジガイ)
- Kots(コッツ)

### L-Q
- Last Days Of Humanity（ラスト・デイズ・オブ・ヒューマニティー）
- Lock Up（ロック・アップ）
- Napalm Death(ナパーム・デス)
- Nasum（ナザム）
- 肉奴隷 (Nikudorei)
- Painkiller
- ピッグ・デストロイヤー

### R-Z
- Rotting Christ（ロッティング・クライスト）
- Satanic Hell Slaughter[10]（サタニック・ヘル・スローター、日本）
- Siege (シージ)
- S.O.B（エス・オー・ビー）
- Soilent Green（ソイレントグリーン）
- Splattered Entrails（スプラッタード・エントレイルズ）
- スーパージョイント
- Terrorizer (テロライザー)